# Alime Abdenanova
Alime Seit-Osmanovna Abdenanova (4 janvier 1924 - 5 avril 1944) était une Tatare de Crimée, soldate dans l'Armée Côtière Indépendante (en) pendant la Seconde Guerre mondiale. 
Après l'occupation allemande de la Crimée en 1943, elle conduit son groupe de reconnaissance récolter des renseignements sur les positions allemandes et roumaines dans la Péninsule de Kertch, action pour laquelle elle reçoit l'Ordre du Drapeau rouge. Après l'arrestation du groupe par les troupes allemandes en février, Abdenanova est torturée pendant plus d'un mois mais refuse de donner des informations. À l'âge de vingt ans, elle est exécutée dans la périphérie de Simferopol, le 5 avril 1944. Le 1er septembre 2014 par décret de Vladimir Poutine, elle reçoit à titre posthume, le titre d'Héroïne de la fédération de Russie, faisant d'elle la seizième femme et la première Tatare de Crimée à recevoir le titre.

## Enfance et éducation
Abdenanova naît le 4 janvier 1924 à Kertch dans une famille de paysans tatars. Sa mère, Meselme, était née dans la ville voisine de Mayak-Salyn dans une famille nombreuse et a grandi dans la pauvreté jusqu'à ce qu'elle se marie à l'âge de dix-sept ans ; son père Seit-Osman travaille dans l'Usine métallurgique de Kertch. En 1926 naît sa sœur Azife puis en 1929, sa plus jeune sœur Feruza. Après la mort de sa mère en 1930 et de son père en 1931, Abdenanova et ses sœurs vivent avec leur grand-mère à Jermai-Kashik et prennent le nom de famille Abdenanova,.
Après sept années à l'école secondaire, elle trouve un travail de secrétaire au conseil du village d'Uzun-Aïakski, dans le district de Leninski. En 1940, elle devient membre du Komsomol. Après l'invasion allemande de l'Union soviétique en 1941, elle demande à rejoindre l'Armée rouge, à plusieurs reprises, mais chaque fois, sa demande est rejetée au motif qu'elle est membre du Comité Exécutif du District de Leninski. Le 16 novembre 1941, le comité est transféré à Kertch et plus tard, à Temriouk. Après ces délocalisations, elle est en mesure de s'inscrire à des cours de médecine et est affectée dans un hôpital de Krasnodar.

## En tant que chef scout
Après la récupération par les troupes soviétiques de territoires anciennement contrôlés par la Wehrmacht durant la bataille de Koursk et de l'Opération Novorossisk-Taman, la direction de l'Armée rouge lance une offensive pour reprendre la Crimée. Pour ce faire, le major-général Nikolaï Trusov, sous-chef d'état-major des renseignements de la force maritime de l'Armée, ordonne des missions de reconnaissances des scouts à l'arrière des lignes ennemies. 
Le groupe de reconnaissance « Bast » est formé. Composé de deux scouts et six agents formés pour le sabotage, il est  déployé dans la ville de Staryï Krym ; ses huit membres réussissent à envoyer plus de 300 transmissions aux services secrets de l'Armée rouge. Cependant, ils s'avèrent incapables de contrôler l'ensemble de la péninsule et font l'objet d'une attention croissante des soldats allemands. Comme les restrictions de voyage sont renforcées par l'armée allemande, il devient plus difficile pour le groupe d'éviter la conscription, ce qui aurait mis fin à leur mission de façon prématurée. Trusov décide alors d'envoyer un deuxième groupe de reconnaissance dans la péninsule, et Abdenanova se porte volontaire pour cette tâche. Elle entre à l'école de formation du renseignement militaire à Krasnodar pour préparer sa mission, apprenant à sauter en parachute d'un avion et reçoit un cours intensif d'espionnage,,.
Tard dans la nuit du 2 octobre 1943, Abdenanova est parachutée d'un Po-2 sur le village de Dzermai-Kashik avec son opérateur radio Larisa Guliachenko. Après un atterrissage un peu hors cible, Abdenanova se blesse à la jambe, mais réussit à rejoindre la maison de sa grand-mère. Là, elle commence à travailler sous le pseudonyme de « Sofia » et Guliachenko utilise les noms de « Stasya » et « Fier ». Afin de recueillir les renseignements demandés par l'Armée rouge, elle organise un petit groupe de scouts qui comprend son oncle Abdurakyiy Bolatov, l'institutrice Nechipa Batalova, Sefidin et Dzhevat Menanov, Vaspie Ajibaeva, Khairla Mambejanov, et Battal Battalov. 
Les scouts sont affectés à des tâches qui comprennent une surveillance constante de la section locale du chemin de fer, la compréhension du mouvement des troupes ennemies, la collecte de données sur les garnisons de la région, et le déploiement des unités ennemies. Les réunions sont organisées à la maison de Battal Battalov, où les informations sont transmises aux services de renseignement du Front du Nord-Caucase. Depuis le début de l'opération à Dzermai-Kashik le 19 octobre, 16 radiogrammes sont envoyés à l'Armée rouge, bien au-delà des deux par semaine prévus. Au total, l'organisation clandestine envoie plus de 80 transmissions de renseignement, qui conduisent à une augmentation des pertes parmi les troupes allemandes,,.
Le 13 décembre 1943, le Major Athekhovski, à la tête du second département de reconnaissance au siège du Front du Nord-Caucase propose Abdenanova et Guliachenko à l'Ordre du Drapeau rouge. Le Major-Général Nikolaï Trusov soutient la proposition et le 5 janvier 1944, le conseil de l'Armée de la région de Vilioutchinsk approuve la candidature ; cependant, Abdenanova est en territoire occupé à ce moment-là et n'est donc pas en mesure de recevoir personnellement le prix. La médaille est alors conservée dans un bâtiment de stockage de Moscou jusqu'à ce qu'elle soit officiellement remise à sa sœur Feruza le 9 mai 1992, et envoyée au musée Lénine.

## Captivité et mort
En janvier et février 1944, Abdenanova envoie 42 transmissions radio à l'Armée rouge, mais le 11 février, les batteries de sa radio tombent en panne et elle est forcée de demander un nouveau jeu de piles aux partisans locaux d'Aleksander Pavlenko. Après les avoir récupérés, Pavlenko est arrêté par les Allemands, ce qu'Abdenanova signale à l'administration locale de l'Armée rouge, qui lui demande de retourner dans un village à proximité pour se cacher chez des parents. 
Dans l'intervalle, les Allemands commencent à soupçonner la présence de l'organisation clandestine, et avec l'aide d'un radiocompas, ils repèrent les troupes scoutes. Tard dans la nuit du 25 février, les Allemands lancent un raid sur la maison de Sefidin et Dzhevat Menanov, au cours duquel la plupart des scouts, notamment Abdenanova et Guliachenko, sont arrêtés et envoyés dans une prison de Staryï Krym. La radio est cachée dans l'écurie, mais elle est rapidement trouvée. 
À la prison, aucun des scouts recrutés par Abdenanova ne révèle d'informations militaires aux Allemands, même sous la torture. La plupart d'entre eux sont fusillés au mont Agarmish le 9 mars sauf Vaspie Ajibaeva, mort sous la torture en prison et Nechipa Batalova, abattue dans la cour de la prison. Selon des témoins, l'opératrice radio Larisa Gulyachenko accepte de coopérer avec les Allemands et leur donne l'information sur l'emplacement de la radio dans l'étable. Abdenanova, cependant, refuse de fournir aucune information et est torturée. Plusieurs Russes loyaux envers les Allemands prennent part à sa torture, lui arrachent les ongles, lui brisent les bras et les jambes, l'aspergent d'eau glacée, et la défigurent. En dépit des tortures et des interrogatoires prolongés, elle ne révèle rien. 
Le 27 mars, les partisans attaquent la prison de Staryï Krym et libèrent de nombreux prisonniers, mais ne trouvent pas Abdenanova qui avait été envoyée dans une prison de Simferopol, où elle est arrivée le 3 avril et a été placée à l'isolement. Le 5 avril 1944, elle est abattue par la Gestapo et enterrée dans un lieu inconnu,,,.

## Distinctions et héritages
Après que les Soviétiques aient repris le contrôle de la Crimée, en avril 1944, les officiers de l'Armée rouge rendent visite à la famille d'Abdenanova et font son éloge, indiquant que ses actions ne seraient pas oubliées. Cependant, après la déportation des Tatars de Crimée en l'Asie Centrale à partir du 18 mai, les membres survivants de sa famille sont déportés vers l'Ouzbékistan, y compris sa grand-mère qui aida les scouts et sa sœur Azife, partisane pendant l'occupation allemande. 
Le gouvernement soviétique déclare collectivement tous les Tatars de Crimée comme des traîtres, même ceux ayant servi l'Armée rouge : c'est pourquoi, même après plusieurs pétitions demandant qu'Abdenanova soit déclarée Héroïne de l'Union soviétique, elle ne reçoit jamais le titre et reste en grande partie inconnue du public pendant l'ère soviétique. Après la chute de l'Union soviétique, une littérature apparaît mettant en avant ses actions pendant la guerre, l'appelant « la Zoïa de Crimée », et après l'annexion de la Crimée par la Russie en 2014, elle reçoit tardivement le titre d'Héroïne de la fédération de Russie le 1er septembre 2014.